# Đoàn Thị Điểm
Đoàn Thị Điểm (段氏點, 1705-1749), hiệu: Hồng Hà Nữ Sĩ (紅霞女士), là nữ sĩ Việt Nam thời Lê trung hưng. Bà là tác giả tập Truyền kỳ tân phả (chữ Hán), và tác giả của truyện thơ Chinh phụ ngâm (bản chữ Nôm- 412 câu thơ)- được bà dịch từ nguyên bản Chinh phụ ngâm khúc (viết bằng chữ Hán của Đặng Trần Côn). Một số sách của đạo Cao Đài cho là do chân linh của bà Đoàn Thị Điểm giáng thế đã viết tập Nữ trung tùng phận gồm 1401 câu thơ  dạy nếp sống chăm chồng nuôi con cho phụ nữ, tuy nhiên nhiều khả năng là do người đời sử dụng tên tuổi của bà với mục đích quảng bá tác phẩm rộng rãi trong quần chúng và truyền đạo. Ngoài ra, bà còn viết bài Bộ bộ thiềm-Thu từ- 步步蟾－秋詞 (tức Bộ bộ thiềm- Bài hát mùa thu) . Ngoài ra còn có một số bài thơ văn khác của bà (gồm chữ Hán, chữ Nôm) được chép trong tập Hồng Hà phu nhân di văn của tiến sĩ Nguyễn Kiều mới được phát hiện gần đây.
Bà là người được đánh giá là bậc nhất về sắc đẹp lẫn tài văn trong những nữ sĩ danh tiếng nhất, bên cạnh là Hồ Xuân Hương, Bà Huyện Thanh Quan và Xuân Quỳnh.

## Tiểu sử
Đoàn Thị Điểm là người làng Giai Phạm, huyện Văn Giang, xứ Kinh Bắc (nay thuộc huyện Yên Mỹ, tỉnh Hưng Yên).
Theo gia phả họ Đoàn là Đoàn thị thực lục, thì tổ tiên của bà vốn họ Lê, đến đời cha bà là Đoàn Doãn Nghi (1678-1729), mới đổi ra họ Đoàn. Ông Doãn Nghi thi đỗ Hương cống (Cử nhân) thời Lê Trung Hưng, sau thi Hội không đỗ, có nhận chức quan Điển bạ, hàm bát phẩm nhưng không lâu sau thì từ quan, về nhà dạy học và bốc thuốc. Tại Thăng Long, ông Nghi cưới vợ (là con gái của Thái lĩnh bá họ Vũ định cư ở phường Hà Khẩu, kinh thành Thăng Long, không rõ tên, bà về làm kế thất ông Đoàn Doãn Nghi), sinh được hai con: con cả là Đoàn Doãn Luân (1700 - 1735) và con thứ là Đoàn Thị Điểm.
Đoàn Doãn Luân có sách chép đỗ đầu kỳ thi Hương xứ kinh Bắc tức đỗ Giải nguyên (theo GS. Thanh Lãng [tr. 512], Thái Vũ ghi ông đỗ đầu xứ kinh Bắc [tr. 72] là đúng; Còn trong Từ điển nhân vật lịch sử Việt Nam [tr. 173] ghi ông Đỗ Hoàng Giáp năm 1719 lúc 19 tuổi, có lẽ là nhầm sang ông Nguyễn Trác Luân (1700-?) người xã Bình Lao, huyện Cẩm Giàng (nay thuộc phường Phạm Ngũ Lão, thành phố Hải Dương, tỉnh Hải Dương) đỗ Hoàng giáp tiến sĩ khoa Tân Sửu niên hiệu Bảo Thái năm thứ 2 (1721). Chỉ có điều trùng hợp là ông Đoàn Trác Luân và ông Nguyễn Trác Luân cùng sinh năm 1700 nhưng không biết năm mất của Nguyễn Trác Luân. Đương thời, Đoàn Doãn Luân còn có tên là Đoàn Trác Luân cùng Nguyễn Tông Quai, Ngô Tuấn Cảnh và Nguyễn Bá Lân được người đời xưng tặng là Trường An Tứ hổ hay Trường An tứ tài. Mặc dù đỗ cao nhưng Đoàn Doãn Luân chỉ ra làm quan trong thời gian ngắn rồi xin từ quan, về nhà dạy học. Năm 1729 cha ông mất, sáu năm sau ông cũng lâm bệnh mất (năm 1735). Ông Đoàn Doãn Luân có con gái đầu lòng là Đoàn Lệnh Khương cũng nổi tiếng hay chữ, sau tiếp nối nghề dạy học truyền thống của gia đình, đào tạo được nhiều người thành danh khoa bảng được người đời tụng gọi là Nữ Học Sư có tiếng trong giới Thăng Long kẻ sĩ.
Trước khi ra Thăng Long, ông Đoàn Doãn Nghi đã lấy một bà vợ cả họ Nguyễn (sau mất sớm) sinh ra con trưởng là Đoàn Doãn Sỹ đỗ Hương Cống sau làm quan chi phủ Châu Hoan ở Nghệ An và con gái là Đoàn Thị Quỳnh; Rất tiếc gia phả họ Đoàn của Đoàn Doãn Nghi lại được viết bởi ông con rể của Đoàn Doãn Y (Đoàn Doãn Y là con trai của Đoàn Doãn Luân, gọi Đoàn Thị Điểm bằng cô ruột) do đó thông tin về gốc họ là chưa đầy đủ nhiều đời. Về sau các tài liệu đều ghi theo là Đoàn Thị Điểm vốn gốc họ Lê. Thực ra họ gốc của Bà trước khi đổi sang họ Lê là họ Đoàn. Tổ 5 đời của Đoàn Thị Điểm là quan võ, có công với Nhà Lê được ban Quốc tính tên là Lê Công Nẩm - là con của Đoàn Công Bẩm, hậu duệ Đoàn mãnh tướng Đoàn Công Uẩn Việt Nam, chứ không phải ông Doãn Nghi tự nhiên đổi từ họ Lê (vốn đang là họ của Thiên tử) sang họ Đoàn (ở thời phong kiến mang họ của nhà vua sẽ dễ được đặc ân).
Lúc trẻ, bà Điểm có tiếng thông minh, đẹp người, đẹp nết, chăm học, có tài văn và giỏi cả việc nữ công . Cho nên năm 16 tuổi, bà được Thượng thư Lê Anh Tuấn nhận làm con nuôi để sau dâng lên chúa Trịnh, nhưng bà không chịu .
Suốt thời gian từ lúc ấu thơ đến tuổi trưởng thành, bà thường sống với cha và anh ở nơi cha dạy học là làng Lạc Viên (huyện An Dương, tỉnh Kiến An; nay thuộc Hải Phòng)..
Năm bà 25 tuổi (1729), cha mất, bà cùng với gia đình của anh dời đến ngụ ở làng Vô Ngại, huyện Đường Hào (nay là thị xã Mỹ Hào, tỉnh Hưng Yên).
Chẳng bao lâu sau anh mất (năm 1735), bỏ lại một đàn con nhỏ, một mình Đoàn Thị Điểm phải vừa làm thuốc, vừa dạy học để có tiền nuôi mẹ và giúp đỡ chị dâu nuôi các cháu.
Theo Từ điển nhân vật lịch sử Việt Nam, khi ấy ở Sài Trang thuộc huyện Đường Hào có một người con gái được tiến cung, và bà đã được vời vào cung làm Giáo thụ để dạy các con vua chúa. Đến năm 1739, nhân trong nước có loạn, bà xin từ chức về ngụ ở xã Chương Dương (nay thuộc Thường Tín, ngoại thành Hà Nội) tiếp tục làm nghề dạy học . 
Bấy giờ, có nhiều đến hỏi, trong đó có cả những người quyền quý, nhưng bà đều từ chối . Mãi đến năm 37 tuổi (1742), bà mới nhận lời lấy Nguyễn Kiều, một Tiến sĩ nổi tiếng hay chữ đã góa vợ. Nhưng vừa cưới xong, Nguyễn Kiều lại phải đi sứ sang Trung Quốc ba năm. Theo Từ điển văn học (bộ mới), có lẽ trong thời gian xa chồng này bà đã dịch ra quốc âm tập thơ Chinh phụ ngâm từ bản chữ Hán của danh sĩ Đặng Trần Côn.
Năm 1745, Nguyễn Kiều về nước. Năm 1748, ông được cử làm Tham thị ở Nghệ An. Đoàn Thị Điểm cùng đi với chồng, nhưng trên đường đi, bà bị cảm nặng, chạy chữa không khỏi, cuối cùng mất ở Nghệ An vào ngày 11 tháng 9 (âm lịch) năm đó (Mậu Thìn, 1748), lúc 43 tuổi 
Thương cảm người bạn đời vắn số, Nguyễn Kiều viết bài văn tế, hết lời ca tụng văn tài và đức hạnh của bà. Trong đó có câu: 
Đào chưa tươi đã khô
Quế đang thơm đã rũ
Rừng sâu bể rộng nàng hỡi đi đâu
Ngọc nát châu chìm lòng tôi quặn nhớ...
Bà được Đạo Cao Đài xem như một kiếp giáng trần của Tứ Nương Diêu Trì Cung.

## Sự nghiệp văn chương
Theo Đoàn thị thực lục, lúc sinh thời bà thường xướng họa thơ với cha, với anh và với chồng. Song cho đến nay, về sáng tác, bà chỉ còn có tập truyện chữ Hán tên là Truyền kỳ tân phả (khắc in lần đầu năm Tân Mùi, 1811), chinh phụ ngâm là của Đặng Trần Côn và một số bài thơ văn (gồm chữ Hán, chữ Nôm) trong tập Hồng Hà phu nhân di văn mới được phát hiện gần đây, nhưng trong đó có không ít sai lẫn .
Ngoài ra, bà còn có tác phẩm thơ Nữ trung tùng phận gồm 1401 câu thơ (được viết sau khi bà mất) và bài thơ Bộ bộ thiềm-Thu từ- 步步蟾－秋詞 (tức Bộ bộ thiềm- Bài hát mùa thu).
Về bản dịch Chinh phụ ngâm (Chinh phụ ngâm khúc diễn âm) của bà, hiện nay vẫn chưa khẳng định là bản nào. Nhiều người cho đó là bản đang lưu hành rộng rãi, nhưng có ý kiến nói bản đó là của Phan Huy Ích, còn bản của nữ sĩ họ Đoàn là một bản khác. Ý kiến khác lại cho rằng sau khi từ quan về an dưỡng Phan Huy Ích (1751-1822) chỉ chủ yếu nghiên cứu, hiệu đính và chú giải các điển tích trong truyện. Song theo GS. Nguyễn Lộc, thì "một điều có thể khẳng định được là bản dịch Chinh phụ ngâm của Đoàn Thị Điểm (1705-1748) là bản dịch đầu tiên của tác phẩm này".
Bản của Phan Huy Ích (có tên là Chinh phụ ngâm diễn ca tân khúc) được viết sau bản của Đoàn Thị Điểm (có tên ban đầu là Chinh phụ ngâm khúc diễn ca) chừng 70 năm. Bản Chinh phụ ngâm phổ biến hiện nay được nhiều người biết đến chính là bản "Chinh phụ ngâm khúc diễn ca" (được trích đưa vào Sách giáo khoa Văn học lớp 10) (xem cả bài tại đây ).

## Giai thoại
1. Đối sách, đối sử:
Cô Điểm, khi lên 6 tuổi, đang học Sử Ký Trung Hoa, anh là Đoàn Doãn Luân lấy một câu trong Sử Ký ra câu đối:
"Bạch xà đương đạo, Quý bạt kiếm nhi trảm chi"
(nghĩa là "Rắn trắng giữa đường, Ông Quý (Lưu Bang) tuốt gươm mà chém")
Cô Điểm liền lấy một câu cũng trong Sử Ký đối lại:
"Hoàng long phụ chu, Vũ ngưỡng Thiên nhi thán viết"
(nghĩa là: "Rồng vàng đội thuyền, Ông Vũ (Hạ Vũ) ngửa mặt (lên Trời) mà than").

2. Đối chữ, đối cảnh:
Có lần Đoàn Doãn Luân thấy Đoàn Thị Điểm đang ngồi soi gương, bèn ra một vế rằng:
"Đối kính họa mi, nhất điểm phiên thành lưỡng điểm"
(nghĩa là "soi gương vẽ mày, một nét hóa thành hai nét"; song chữ điểm còn là tên bà Điểm, thành ra lại có nghĩa nữa là một bà Điểm hóa hai bà Điểm).
Lúc ấy, ông Luân đang ngồi trên cầu ao rửa tay, bà liền đối rằng:
"Lâm trì ngoạn nguyệt, chích luân chuyển tác song luân"
(nghĩa là "ra ao ngắm trăng, một vầng chuyển hóa hai vầng"; song chữ luân còn là tên của ông Luân, thành ra lại có nghĩa nữa là một ông Luân hóa hai ông Luân).
Ngoài ra, trong dân gian còn truyền tụng một số chuyện như "Da trắng vỗ bì bạch" (ra vế đối cho Cống Quỳnh đối lại), "Hổ thật thành hổ giấy" (ra vế đối cho Tràng An tứ hổ đối lại), "Trượng phu Bắc quốc" (đáp lại câu đối của sứ thần Trung Quốc), v.v....

## Các công trình gắn liền với tên tuổi của Đoàn Thị Điểm
Có nhiều đường phố và trường học ở khắp các địa phương trên cả nước được đặt theo tên của bà để ca ngợi, đó là tại Hà Nội, Huế, Đà Nẵng, Thành phố Hồ Chí Minh, Thành phố Hưng Yên, Pleiku (Gia Lai), Đà Lạt (Lâm Đồng), Nha Trang (Khánh Hoà), Hội An (Quảng Nam), Cần Thơ, Vị Thanh (Hậu Giang), Vũng Tàu (tỉnh Bà Rịa Vũng Tàu), Hạ Long (Quảng Ninh), Quảng Ngãi ( Quảng Ngãi)

## Thông tin liên quan
Trước đây, chồng nữ sĩ Đoàn Thị Điểm là Tiến sĩ Nguyễn Kiều được an táng tại khu vực Vườn Đào (thuộc phường Phú Thượng, quận Tây Hồ, Hà Nội ngày nay). Do yêu cầu giải phóng mặt bằng để tiến hành thi công công trình phục vụ dân sinh, Hội Khảo cổ học Việt Nam đã phối hợp với Ban Quản lý Di tích Danh thắng Hà Nội tiến hành khai quật khẩn cấp ngôi mộ ông vào ngày 24 tháng 7 năm 2011, và đưa về hợp táng bên mộ bà ở tại thôn Phú Xá (nay là cụm 4, cũng thuộc phường Phú Thượng), sau "259 năm xa cách".Hiện nay người đảm nhiệm việc chăm sóc phần mộ của nữ sĩ và chồng Nguyễn Kiều là bà Nguyễn Thị Sơn.
Các tên đường và trường học mang tên Đoàn Thị Điểm được đặt khắp nơi trên cả nước.

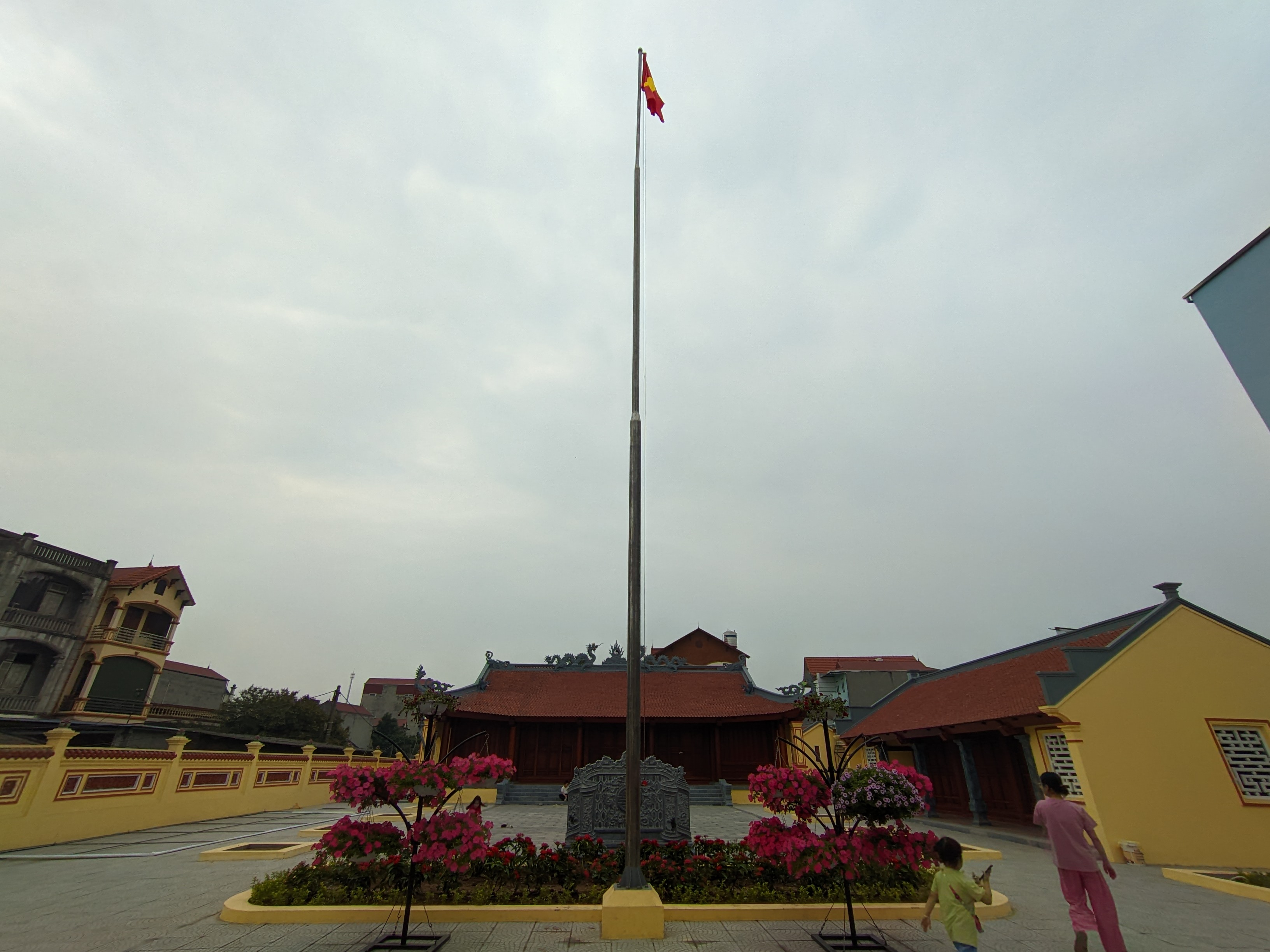
Nhà lưu niệm Hồng Hà nữ sĩ Đoàn Thị Điểm tại thôn Giai Phạm, xã Giai Phạm, huyện Yên Mỹ, tỉnh Hưng Yên

## Sách tham khảo
- Nhiều người soạn, Từ điển bách khoa Việt Nam (Tập I), mục từ Đoàn Thị Điểm". Trung tâm biên soạn Từ điển bách khoa Việt Nam xuất bản, Hà Nội, 1995.
- Trần Văn Giáp, tiểu truyện "Đoàn Thị Điểm" in trong Tìm hiểu kho sách Hán Nôm. Nhà xuất bản Khoa học Xã hội, 2003.
- Nguyễn Lộc, mục từ Đoàn Thị Điểm và "Chinh phụ ngâm" trong Từ điển văn học (bộ mới). Nhà xuất bản Thế giới, 2004.
- Nguyễn Q. Thắng-Nguyễn Bá thế, Từ điển nhân vật lịch Việt Nam, mục từ "Đoàn Thị Điểm" và "Đoàn Doãn Luân". Nhà xuất bản Khoa học xã hội, 1992.
- Nguyễn Thạch Giang, Văn học thế kỷ XVIII, mục "Đoàn Thị Điểm". Nhà xuất bản Khoa học Xã hội, 2004.
- Trịnh Vân Thanh, Thành ngữ điển tích danh nhân từ điển (Quyển I, mục từ "Đoàn Thị Điểm"), Sài Gòn, 1966.
- Phạm Thế Ngũ, Việt Nam văn học sử giản ước tân biên (Quyển 2, mục "Đoàn Thị Điểm"). Quốc học tùng thư xuất bản, Sài Gòn, 1963.
- Thanh Lãng, Bản lược đồ văn học Việt Nam (Quyển Thượng). Nhà xuất bản Trình Bày, Sài Gòn, không ghi năm xuất bản.
- Trúc Khê, truyện "Nữ sĩ Đoàn Thị Điểm" trong Tuyển tập Trúc Khê Ngô Văn Triện. Nhà xuất bản Văn hóa thông tin, 2003.
- Thái Vũ, truyện "Đoàn Thị Điểm" trong Chuyện hay nhớ mãi. Nhà xuất bản Thuận Hóa, 1987.